# Duranguesado
El Duranguesado (en euskera: Durangaldea) es una de las siete comarcas del territorio histórico de Vizcaya en el País Vasco, España. Es una región de mayoría y tradición vascófona que alterna un paisaje industrial con varios espacios naturales protegidos.  Es la segunda comarca más poblada de Vizcaya después del Gran Bilbao, con 96 166 habitantes en 2024. Ubicada al sureste de la provincia, limita con las comarcas de Busturialdea-Urdaibai, Gran Bilbao, Arratia-Nervión y Lea Artibai, y con Guipúzcoa y Álava. 
El centro administrativo es la villa de Durango, que da nombre a la comarca. Se compone de 14 municipios. Tiene una densidad de población. de 321,80 hab/km², superior a la media del País Vasco y el triple de la media española.
Se ubica en un entorno rural, que incorpora parte del parque natural de Urkiola así como la sierra de Amboto. Por razones de proximidad geográfica, mantiene relaciones estrechas con la comarca guipuzcoana del Alto Deva, cooperando administrativamente con esta para el ejercicio de competencias como el transporte.
En el Duranguesado es autóctono el dialecto occidental del euskera, que presenta además rasgos propios. El uso del euskera en general es alto, pero existen grandes diferencias entre municipios. El municipio con menos vascófonos es Ermua con un 28 %, ligeramente inferior a la media del País Vasco, mientras que en Mañaria se acerca al 90 %. En Durango, exactamente el 50 % es vascófono.

## Geografía
A caballo entre Bilbao y los valles guipuzcoanos del Alto y Bajo Deva por un lado, y las tierras de Álava por otro, abarca el territorio comprendido entre el macizo del Oiz al norte y las faldas del cresterio calizo del Duranguesado, con la máxima altitud en el monte Amboto de 1331 metros sobre el nivel del mar y Ochandiano, ya en la frontera con Álava al sur. Ocupa en total una extensión de 285,16 km².
La mayor parte de los pueblos que componen la comarca están situados en un gran valle formado por el curso alto del río Ibaizábal, que la atraviesa de este a oeste, y sus cabeceras hidrográficas quedando fuera del mismo los pueblos de Mallavia y Ermua en el valle del río Ego afluente del río Deva y Ochandiano al otro lado del puerto de Urquiola, ya en la vertiente mediterránea, que debe su emplazamiento a motivos militares.
El cresterio del Duranguesado, con el macizo del Amboto y la sierra de Aramotz, situado en la parte sur y suroeste separan el valle del Ibaizábal de los de Arratia y Aramayo. Por el este es el monte Udalaitz y el puerto de Campázar y el de Elgueta los que hacen de límite de la comarca separándola de Guipúzcoa. Por el norte es el monte Oiz quien la separa de la comarca de Lea Artibai y la costa vizcaína. Hacia el oeste el valle del Ibaizábal se va abriendo hasta su encuentro con el Nervión y su desembocadura en la ría de Bilbao.

### Parque natural de Urkiola
El parque natural de Urkiola es un parque de 5958,3 hectáreas que se ubica entre Vizcaya y Álava y que se ubica parcialmente en el Duranguesado: concretamente en los municipios de Abadiano, Amorebieta-Echano, Durango, Izurza y Mallavia.

### Hidrografía
El río Ibaizábal es el principal río de la comarca, que la cruza desde el sureste al noroeste. En el noroeste, por otra parte, una pequeña parte del río Oca queda dentro del municipio de Amorebieta-Echano. En el noreste, una gran parte de los municipios de Mallavia y Ermua quedan en la cuenca del Deva, y otra parte de Mallavia en la del Artibai. Por último, parte de los municipios de Ochandiano, Abadiano y Axpe Achondo quedan en la cuenca del Zadorra, un afluente del Ebro que discurre principalmente por Álava.

## Paisaje
Tras la adhesión del País Vasco al Convenio Europeo del Paisaje (CEP)  la  Diputación Foral de Vizcaya  realizó entre los años 2023 y 2024 el Catálogo y Determinaciones del Paisaje del Área Funcional del Duranguesado.  En este estudio se identifican 16 unidades de paisaje en las cuales sus componentes mantienen una s características morfológicas únicas y diferenciadas. Las áreas altas están formadas por las montañas de la divisoria de aguas entre las cuenca cantábrica y la mediterránea y por montes singulares del interior de Vizcaya, las áreas bajas, que corresponden a los fondos de los valles, están muy intervenidos por la acción humana que los ha ido moldeando a su antojo. En los valles se agrupan  el mayor número de unidades de paisaje y se asocia al "paisaje  rural vasco" característico de la vertiente atlántica formado por la mezcla prados, bosques, plantaciones forestales y explotaciones y pequeñas agrícolas y ganaderas típicas del caserío vasco.
Se han identificado cuatro  bloques de Áreas de Especial Interés Paisajístico (AEIP) que corresponden a similitud de características y problemáticas. Estas áreas son paisajes naturales, paisajes de agua, paisajes agrarios y paisajes antrópicos. Dentro de los paisajes naturales destaca el Parque Natural de Urkiola.

## Municipios
La comarca se compone de los municipios de la antigua Merindad de Durango, más el municipio de Amorebieta-Echano, que perteneció a la antigua Merindad de Zornoza. Los municipios de Mallavia y Ermua, para determinados servicios, se organizan con la comarca guipuzcoana del Bajo Deva o Debabarrena.

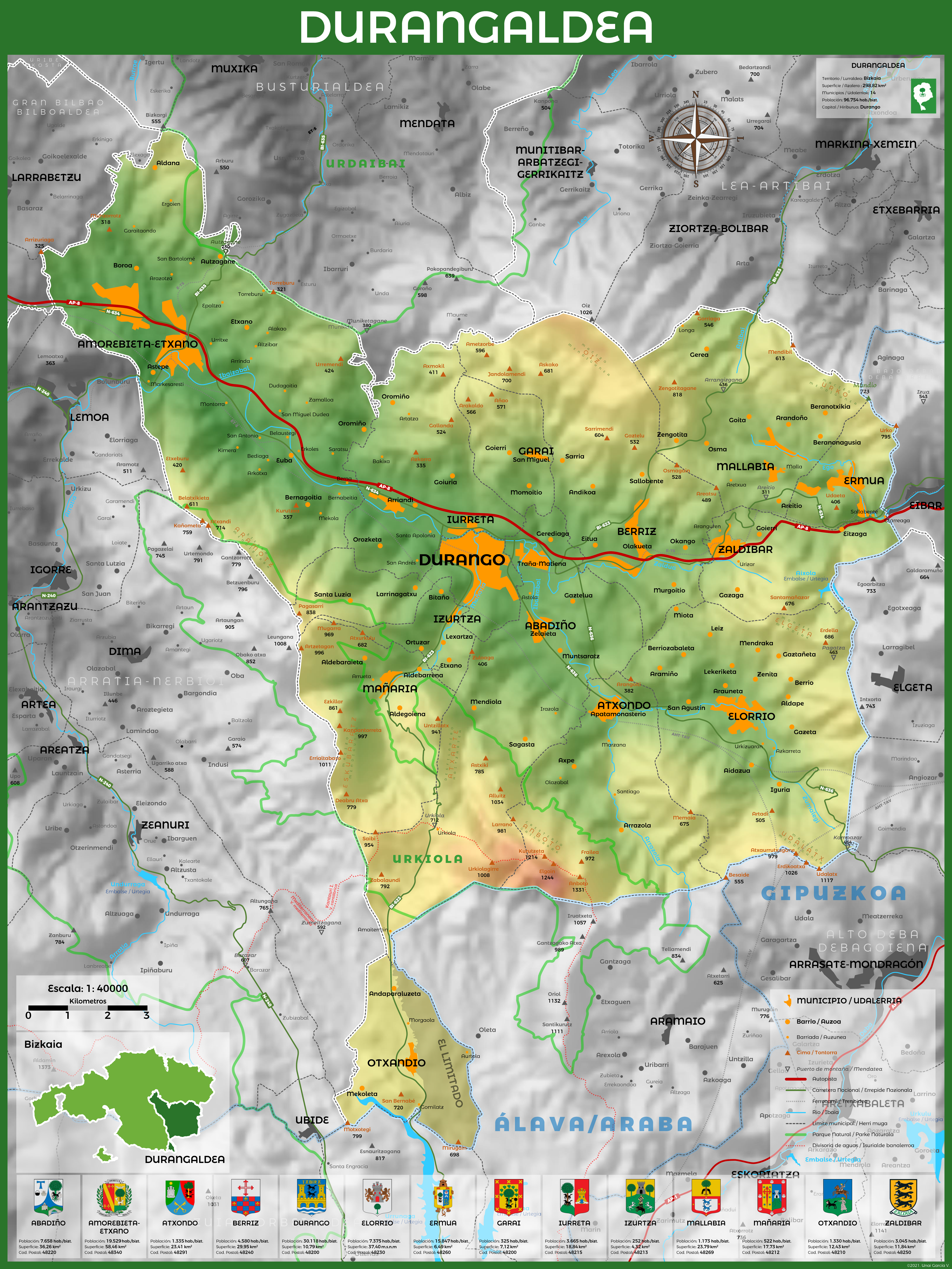
Mapa del Duranguesado

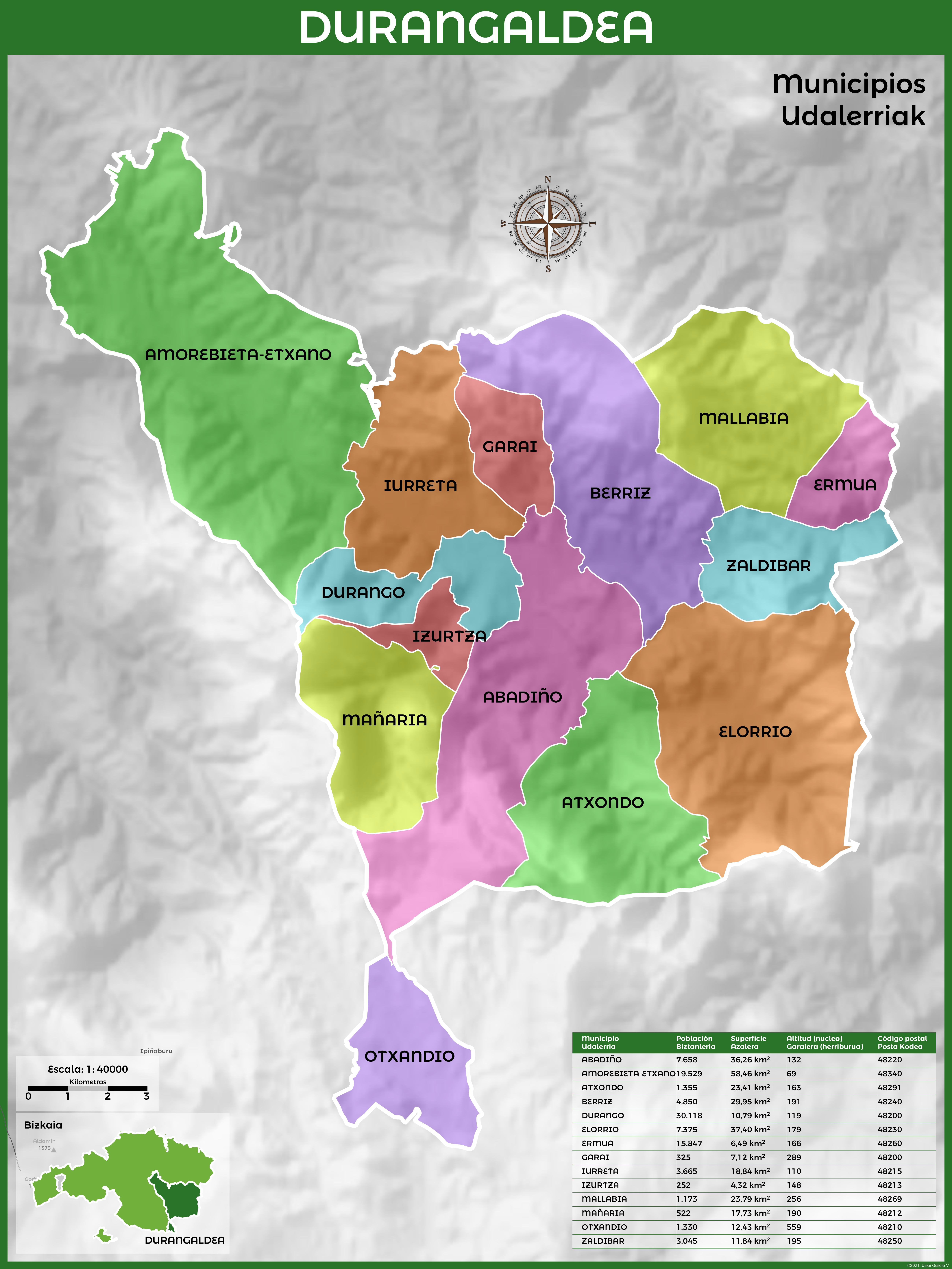
Municipios del Duranguesado

|  | Municipio         | Población | Superficie km² | Alcalde             | Partido político |
|  | ----------------- | --------- | -------------- | ------------------- | ---------------- |
|  | Abadiano          | 7 708     | 36,26          | Mikel Urrutia       | EH Bildu         |
|  | Amorebieta-Echano | 19 570    | 58,46          | Ainhoa Salterain    | EAJ-PNV          |
|  | Achondo           | 1 367     | 23,41          | Eneritz Agirre      | EH Bildu         |
|  | Bérriz            | 4 543     | 29,95          | Orland Isoird       | EAJ-PNV          |
|  | Durango           | 29 767    | 10,79          | Mireia Elkoroiribe  | EAJ-PNV          |
|  | Elorrio           | 7 292     | 37.40          | Julene Lazkano      | EH Bildu         |
|  | Ermua             | 15 599    | 6,49           | Juan Carlos Abascal | PSE-EE           |
|  | Garay             | 325       | 7,12           | Erramun Osa         | EAJ-PNV          |
|  | Izurza            | 227       | 4,32           | Oihane Irastorza    | EH Bildu         |
|  | Mallavia          | 1 160     | 23,79          | Igor Agirre         | EAJ-PNV          |
|  | Mañaria           | 533       | 17,73          | Ainara Otxotorena   | EH Bildu         |
|  | Ochandiano        | 1 323     | 12,43          | Egoitz Garmendia    | EH Bildu         |
|  | Yurreta           | 3 783     | 18,84          | Oskar Koka          | EAJ-PNV          |
|  | Zaldívar          | 3 005     | 11,84          | Eneritz Azpitarte   | EH Bildu         |

## Accesos
La ubicación de la comarca del Duranguesado hace que sea un histórico cruce de caminos. Por un lado, la ruta entre la meseta castellana y la costa cantábrica, y por otro, la travesía entre Vizcaya y Guipúzcoa a través del valle del Deva. Por un lado la ruta de Vitoria a Bermeo a través de Urquiola y por otro el camino a Mondragón por Campázar y el de Areitio hacia Ermua y Éibar.
El acceso desde Álava es la carretera comarcal BI-623 que, tras rebasar Ochandiano, se adentra en el Duranguesado por el puerto de Urquiola. El principal acceso, desde el que parten distintas carreteras comarcales y locales a todos los puntos de la comarca, es la carretera nacional N-634 que une Bilbao y San Sebastián y la autopista AP-8 y el llamado "eje Beasain-Durango" que se une a la autopista AP-8 y la nacional N-634 en Abadiano.

## Estructura poblacional
La estructura poblacional tradicional ha sido la rural de caserío con la implantación de las anteiglesias. Posteriormente se creó, con el nacimiento de las villas, una estructura urbana. La industrialización de finales del siglo XIX y principios del XX acentuaron el carácter urbano del valle.
El desarrollo industrial de los años 1960 impulsó el crecimiento de los núcleos urbanos, algunos de ellos, como Ermua y Mallavia, con marcado carácter de «ciudad dormitorio» de la vecina ciudad de Éibar que también contribuyó a la formación y consolidación de otros mediante el establecimiento en el Duranguesado de empresas eibarresas que precisaban ampliaciones muy caras de realizar en el estrecho valle del Ego.

### Núcleos de población de la comarca según el INE

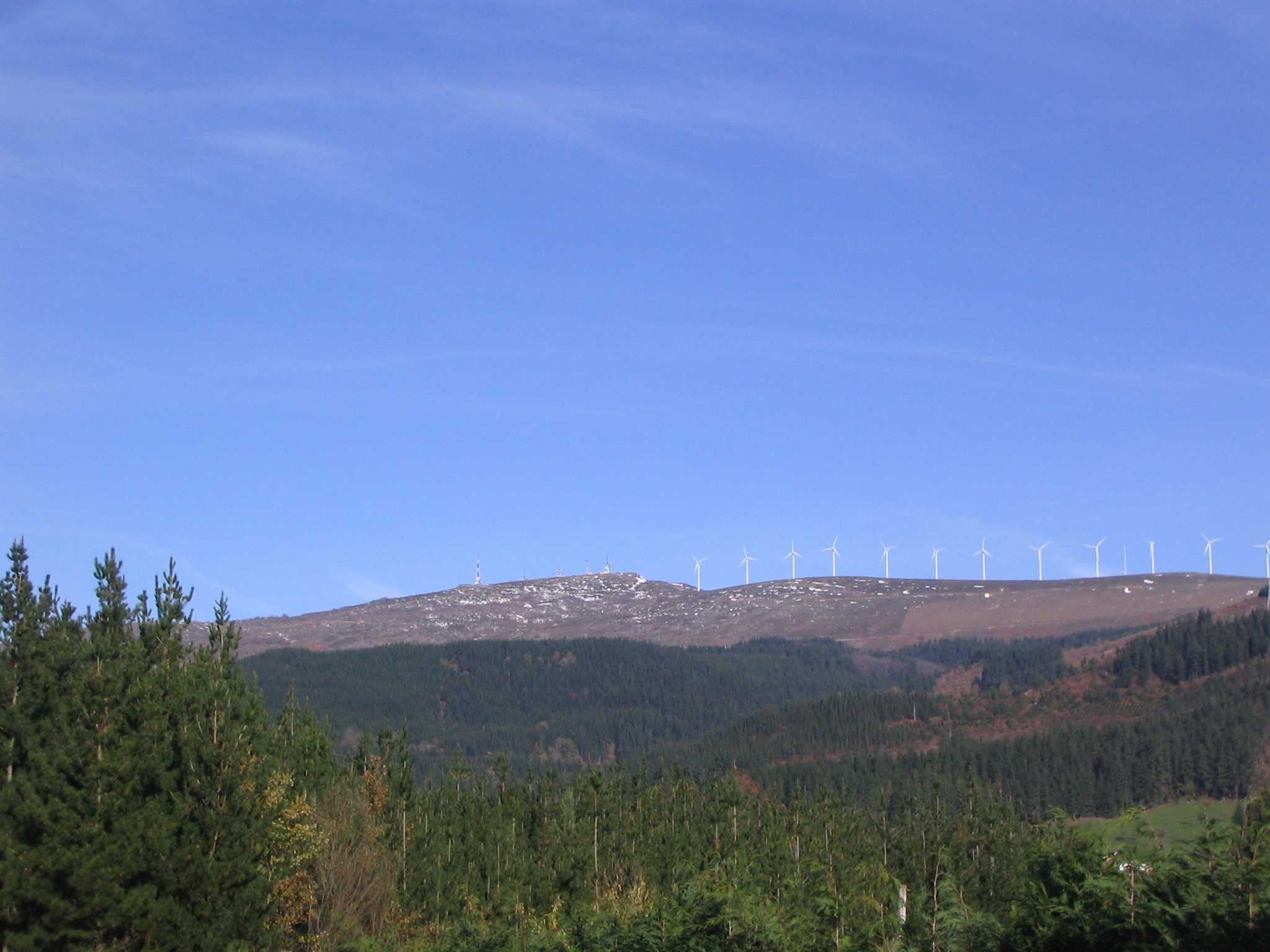
Macizo del Oiz.

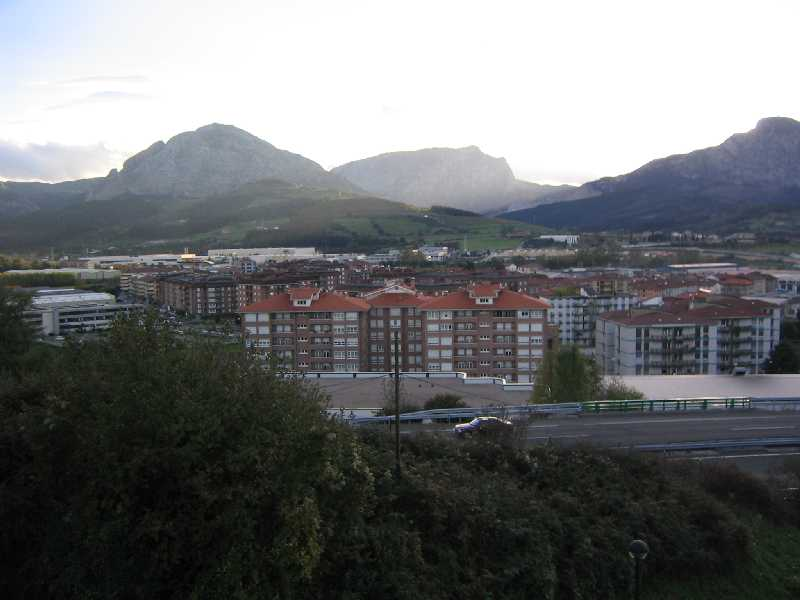
Barrio de Matiena, perteneciente a Abadiano, de estructura urbana.

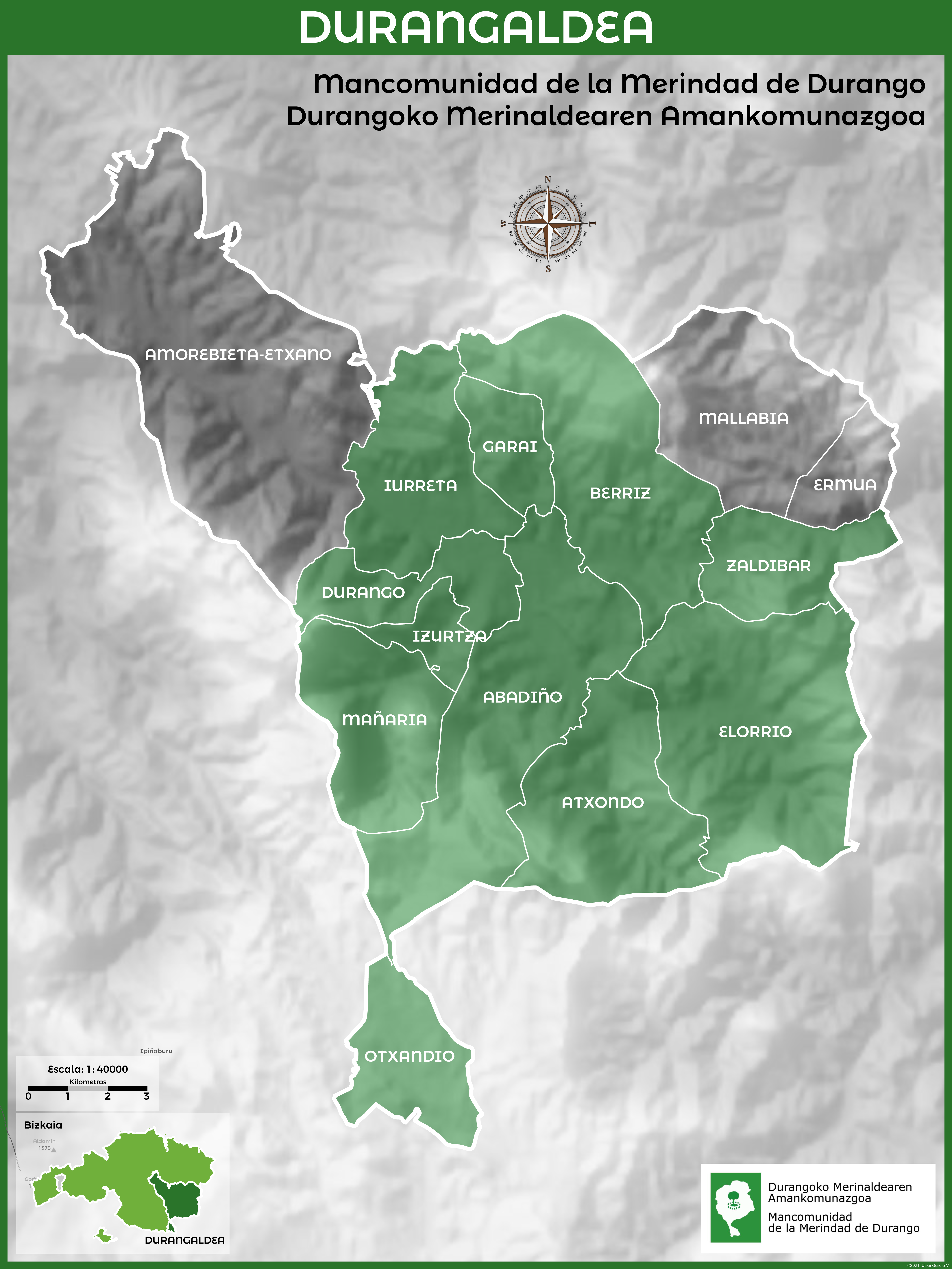
Mancomunidad de la Merindad de Durango

|    | Nombre localidad          | Nombre oficial         | Municipio         | Población 2019 |
| -- | ------------------------- | ---------------------- | ----------------- | -------------- |
| 1  | Durango                   | Durango                | Durango           | 29 791         |
| 2  | Amorebieta                | Amorebieta             | Amorebieta-Echano | 17 594         |
| 3  | Ermua                     | Ermua                  | Ermua             | 15 880         |
| 4  | Elorrio                   | Elorrio                | Elorrio           | 6769           |
| 5  | Traña-Matiena             | Traña-Matiena          | Abadiano          | 3931           |
| 6  | Bérriz-Olacueta           | Berriz-Olakueta        | Bérriz            | 3859           |
| 7  | Zaldívar                  | Zaldibar               | Zaldívar          | 2867           |
| 8  | Yurreta                   | Iurreta                | Yurreta           | 2712           |
| 9  | Muncharaz                 | Muntsaratz             | Abadiano          | 1741           |
| 10 | Celayeta                  | Abadiño-Zelaieta       | Abadiano          | 1516           |
| 11 | Ochandiano                | Otxandio               | Ochandiano        | 1270           |
| 12 | Apatamonasterio           | Apatamonasterio        | Achondo           | 1031           |
| 13 | Mallavia                  | Mallabia               | Mallavia          | 651            |
| 14 | Euba                      | Euba                   | Amorebieta-Echano | 567            |
| 15 | Mañaria                   | Mañaria                | Mañaria           | 515            |
| 16 | Izurza                    | Izurtza                | Izurza            | 255            |
| 17 | Astepe                    | Astepe                 | Amorebieta-Echano | 233            |
| 18 | Echano                    | Etxano                 | Amorebieta-Echano | 231            |
| 19 | Aita San Miguel           | Aita San Migel         | Yurreta           | 190            |
| 20 | San Lorenzo o Mendívil    | Sallobente             | Bérriz            | 183            |
| 21 | Boroa                     | Boroa                  | Amorebieta-Echano | 181            |
| 22 | San Miguel                | Dudea                  | Amorebieta-Echano | 179            |
| 23 | Eitua                     | Eitua                  | Bérriz            | 173            |
| 24 | San Miguel de Garay       | Garai (San Migel)      | Garay             | 161            |
| 25 | Ocango                    | Okango                 | Bérriz            | 148            |
| 26 | Guerediaga                | Gerediaga              | Abadiano          | 141            |
| 27 | Fauste                    | Fauste                 | Yurreta           | 139            |
| 28 | Arrázola                  | Arrazola               | Achondo           | 134            |
| 29 | Mendiola                  | Mendiola               | Abadiano          | 132            |
| 30 | Autzagana                 | Autzagana              | Amorebieta-Echano | 128            |
| 31 | Andicona                  | Andikoa                | Bérriz            | 123            |
| 32 | Goitana                   | Goita                  | Mallavia          | 118            |
| 33 | Gastelua                  | Gaztelua               | Abadiano          | 106            |
| 34 | Osma                      | Osma                   | Mallavia          | 104            |
| 35 | Berrio-Aldape             | Berrio-Aldape          | Elorrio           | 103            |
| 36 | Aldanas                   | Aldana                 | Amorebieta-Echano | 100            |
| 37 | Sarría                    | Sarria                 | Bérriz            | 98             |
| 38 | San Juan                  | San Juan               | Achondo           | 97             |
| 39 | Bernagoitia               | Bernagoitia            | Amorebieta-Echano | 95             |
| 40 | Momoitio                  | Momoitio               | Garay             | 92             |
| 41 | San Agustín de Echevarría | San Agustín            | Elorrio           | 86             |
| 42 | Guerena                   | Gerena                 | Mallavia          | 83             |
| 43 | La Pilastra               | Arriandi               | Yurreta           | 83             |
| 44 | Iguria                    | Iguria                 | Elorrio           | 81             |
| 45 | Orózqueta                 | Orozketa               | Yurreta           | 80             |
| 46 | Éizaga                    | Eitzaga                | Zaldívar          | 77             |
| 47 | Leániz-Miota              | Leiz-Miñota            | Elorrio           | 77             |
| 48 | Santa Catalina            | Goierri                | Garay             | 74             |
| 49 | Verano Mayor              | Berano Nagusia         | Mallavia          | 66             |
| 50 | Iturburu                  | Iturburu               | Yurreta           | 63             |
| 51 | Lequericas                | Lekeriketa             | Elorrio           | 57             |
| 52 | Areitio                   | Areitio                | Mallavia          | 55             |
| 53 | Mendraca                  | Mendraka               | Elorrio           | 50             |
| 54 | Goyerri                   | Goierri                | Zaldívar          | 53             |
| 55 | Amaza                     | Amatza                 | Yurreta           | 49             |
| 56 | Arandoño                  | Arandoño               | Mallavia          | 47             |
| 57 | Gázaga                    | Gatzaga                | Zaldívar          | 46             |
| 58 | Goyuria                   | Goiuria                | Yurreta           | 44             |
| 59 | Santiago                  | Santiago               | Achondo           | 43             |
| 60 | Santa Apolonia            | Santa Apolonia         | Yurreta           | 41             |
| 61 | Olazábal                  | Olazabal               | Abadiano          | 40             |
| 62 | Murgoitio                 | Murgoitio              | Bérriz            | 39             |
| 63 | Berriozábal-Arabios       | Berriozabaleta-Aramiño | Elorrio           | 37             |
| 64 | San Marcos                | San Marko              | Yurreta           | 37             |
| 65 | Mañaricúa                 | Mañariku               | Yurreta           | 36             |
| 66 | Santa Maña                | Santa Maña             | Yurreta           | 35             |
| 67 | Verano Menor              | Berano Txikia          | Mallavia          | 34             |
| 68 | Urquiola                  | Urkiola                | Abadiano          | 32             |
| 69 | Orobios                   | Oromiño                | Amorebieta-Echano | 31             |
| 70 | Anteparaluceta            | Andaparaluzeta         | Ochandiano        | 29             |
| 71 | San Andrés de Lazcoiti    | San Andrés             | Yurreta           | 28             |
| 72 | Baquijano                 | Bakixa                 | Yurreta           | 25             |
| 73 | Gaztañaza                 | Gaztañatza             | Yurrera           | 24             |
| 74 | Garaizar                  | Garaizar               | Yurreta           | 21             |
| 75 | Marzana                   | Marzana                | Achondo           | 21             |
| 76 | Gasteas                   | Gaztañeta              | Elorrio           | 20             |
| 77 | Orobio                    | Oromiño                | Yurreta           | 19             |
| 78 | Artaza                    | Artatza                | Yurreta           | 16             |
| 79 | Mecoleta                  | Mekoleta               | Ochandiano        | 15             |
| 80 | Arandia                   | Arandia                | Yurreta           | 14             |
| 81 | Mallabiena                | Mallabiena             | Yurreta           | 6              |

## Economía
La economía del Duranguesado es eminentemente industrial, con un gran componente del sector primario. 

### Sector primario
El sector primario tiene también gran peso, sobre todo en los pequeños municipios rurales de la comarca. Dentro del sector primario, la ganadería es especialmente importante, así como la explotación maderera (antiguamente también se producía carbón vegetal). No se debe olvidar la minera, que en la actualidad está reducida a canteras de piedra caliza y mármol en la falda del monte Mugarra, justo en el límite con el parque natural de Urkiola. La tradición minera de la comarca ha sido, históricamente, importante, habiéndose explotado muchas minas de hierro, plomo y cobre en las inmediaciones del Amboto.

### Sector secundario
En la industria que se desarrolló en el Duranguesado el mundo de la fundición ha sido importante. También es de destacar la industria de la electroerosión, la fabricación de herramientas y de componentes de automoción. En realidad, la diversificación industrial es mucha, ya que hay desde fundiciones a electromedicina pasando por el pequeño electrodoméstico y el papel.

### Sector terciario
El sector de servicios está desarrollado principalmente en la Villa de Durango. En este aspecto pesa la proximidad de Bilbao, a menos de 30 km.

## Historia

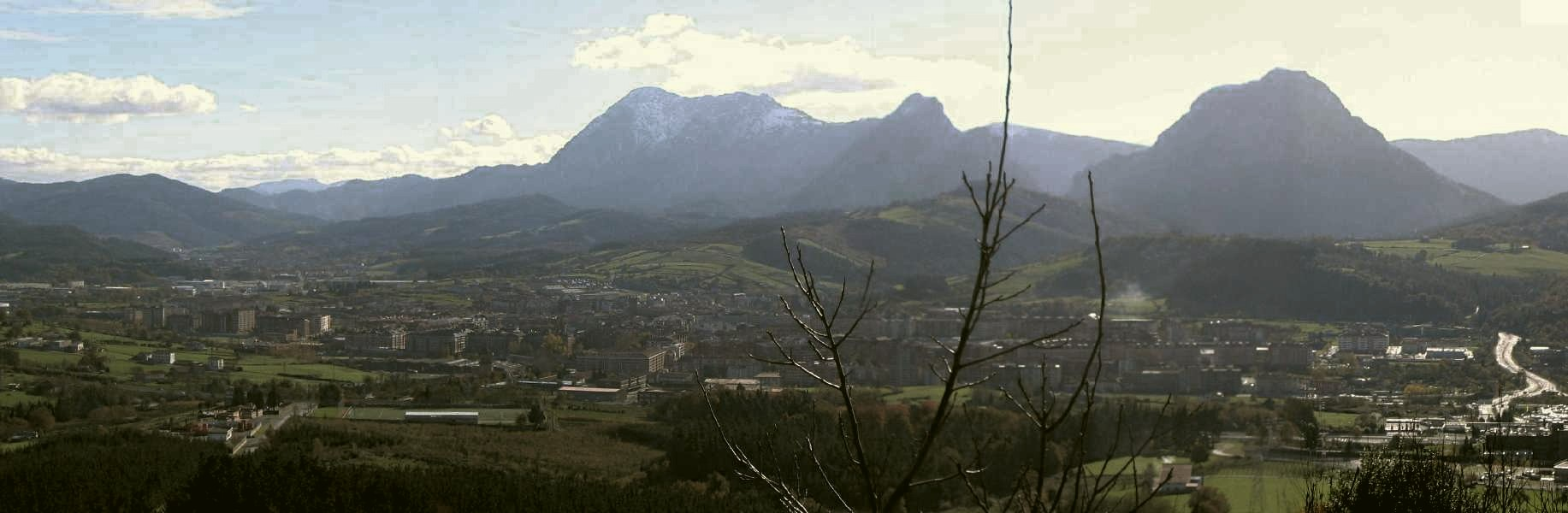
Vista parcial del Duranguesado.

La ocupación humana en la comarca es anterior al Neolítico. Hay numerosos yacimientos arqueológicos atestiguando la existencia de población humana tanto Neanderthal como Cromagnon, por ejemplo el de la cueva de Bolinkoba en Abadiano destaca por su antigüedad y larga ocupación humana. También hay enterramientos prehistóricos, dólmenes y túmulos, en Oiz y Sabigain. 
En el Neolítico con el surgimiento de la agricultura, se produce el abandono de las cuevas y el asentamiento en poblados de chozas, que se podían mover según las necesidades que se creaban por el cuidado de la ganadería. Las condiciones del terreno impidieron una actividad agrícola intensa siendo la actividad pastoril, en especial de ganado ovino y bovino, la principal, junto a la caza.
Se desarrolló una cultura de ritos funerarios de entierros en construcciones megalíticas creando túmulos (dólmenes cubiertos de tierra) de los cuales hay abundantes restos en los montes de la comarca como en la zona de Iturzurigaña, Probazeleiburua, cordal Udalaitz Intxortas u Oiz, entre otros. La escultura conocida como ídolo de Mikeldi, fechada en la Edad del Hierro, parece ser tuvo funciones funerarias. Se han encontrado enterramientos precristianos y anteriores al asentamiento en el valle de la población; un ejemplo de ello es la necrópolis hallada en San Juan de Momoitio en Garai, o algunos sepulcros y estelas funerarias de la necrópolis de Argiñeta en Elorrio.
Durante la Edad del Hierro la población todavía se mantiene en los montes altos, viviendo en poblados de casas de piedra y adobe muchos de ellos amurallados, formando castros como el de Tromoitio hallado en Garai. La producción está basada en la agricultura y la ganadería.
El Duranguesado fue habitado por los caristios. Los romanos llegaron a la zona en la segunda mitad del siglo I. Se han hallado algunas monedas y restos de cerámica pero no se ha hallado ningún yacimiento relevante de época romana.
La invasión musulmana hace que el duranguesado sea frontera entre el reino cristiano de Pamplona, al que queda adscrito, y los musulmanes. Dentro del reino de Pamplona, del que hay testimonio al menos desde el siglo X, el duranguesado se constituye como un condado independiente de lo que luego sería el resto de Vizcaya. La primera aparición del duranguesado en un documento data del 26 de enero de 1051 donde el rey navarro García en unión de Íñigo López da libertad a los monasterios de Durango y Vizcaya para la elección de abad sin inferencias externas. El documento dice "qui est dux in illa patria qui vocatur Bizcaia et Durango".
En 1053 los condes de Durango, Munio Sánchez y su esposa Leguncia, fundaron el monasterio de San Agustín de Echebarria, siendo esta fundación seguida de otras similares en diferentes lugares del condado. Entre los siglos IX y XI aparecen pequeñas comunidades en las faldas de los montes que bordean el Ibaizábal. Pequeños núcleos formados por casas circulares o elípticas hechas de madera y barro con techumbre de paja y otros espacios adosados destinados a diferentes usos. La ganadería y la agricultura serían sus principales ocupaciones. Esta estructura social se nucleaba en torno a la iglesia y formaba las llamadas cofradías. La iglesia era el centro religioso y social de la comunidad, donde se reunían sus miembros para discutir y resolver los problemas de la misma. La relación y la colaboración entre cofradías haría surgir, en torno al siglo XII, las anteiglesias. Surgieron así las anteiglesias de Abadiano, que agrupaba a seis cofradías; Yurreta, con otras seis que todavía se mantienen; Garay con dos, Bérriz con seis, Apatamonasterio con una; Axpe con una; Arrazola, Izurza, Mañaria también con una y San Agustín de Etxebarría con tres. La ermita de la cofradía que adquiría la capitalidad pasaba a ser iglesia parroquial. Estas anteiglesias conformarían, en tiempos del Medioevo, una organización política de merindad, constituida por doce anteiglesias y con sede en la ermita juradera de Guerediaga, dependiente del reino de Navarra.
En 1076, tras la muerte del rey Sancho Garcés IV el de Peñalén, Castilla ocupa la comarca, junto con otros territorios de Vizcaya, Guipúzcoa y Álava. Estos territorios volverían al reino de Pamplona en 1127 en el acuerdo de paz de Támara entre los reyes Alfonso I el Batallador, rey de Pamplona y Aragón, y Alfonso VII de Castilla.
En 1150 el rey Sancho VI el sabio de Navarra concede fuero a los labradores del duranguesado. En él se regulaban los aspectos procesales y penales y, con gran minuciosidad, todo lo referente a las prestaciones de carácter agrícola y ganadero que debían de satisfacer a los representantes reales.
En 1200 pasa a manos del reino de Castilla, y en 1212 se inicia la vinculación con el señorío de Vizcaya, al ser entregada por el rey Alfonso VIII de Castilla al señor de Vizcaya Diego López II de Haro como agradecimiento a la ayuda prestada por este en la batalla de Las Navas de Tolosa. Pero no es hasta 1630 (1628 según otras fuentes) cuando se vincula formalmente mediante escritura de unión al señorío. El Señor de Vizcaya pasó a ser también conde de Durango.
La integración del Duranguesado en Vizcaya siempre fue problemática. La falta de concesión de voto en las Juntas Generales de Vizcaya a cada anteiglesia de la comarca obligó a mantener las Juntas de la Merindad de Durango hasta 1876.
Los señores de Vizcaya fundaron tres de las cuatro villas, Ermua anterior a 1372 fecha en la que confirma fuero, Elorrio en 1356, luego se unió con la anteiglesia de San Agustín de Etxebarría, y Ochandiano en 1254, que se regían por fuero propio y no pertenecían a las Juntas de la Merindad sino que ocupaban escaño en las Juntas de Guernica. La villa de Durango, que se había fundado bajo el dominio del reino de Pamplona con el nombre de Villa nueva de Tabira de Durango, confirma fuero en 1372.
Las anteiglesias que conformaban la Merindad de Durango se reunían en la campa juradera bajo el roble en Gerendiaga, barrio de Abadiano, junto a la ermita de San Salvador y San Clemente. La primera referencia escrita existente de las Juntas de Guerediaga data de 1387. Se realizaban tres reuniones extraordinarias al año, una en cada pascua, en Navidad, Resurrección y en Pentecostés. Luego, en la casa de Auditorio de Astola, también en Abadiano, se realizaban las juntas ordinarias donde se trataban temas de índole diario. Para temas comunes entre anteiglesias y villas se organizaban las "Juntas de los catorce pueblos" en los que estaban representados todas las poblaciones de la comarca. Desde 1630, Elorrio, que se había unido a la anteiglesia de San Agustín de Etxebarría, dejó de acudir a esas reuniones por desavenencias con la Merindad.

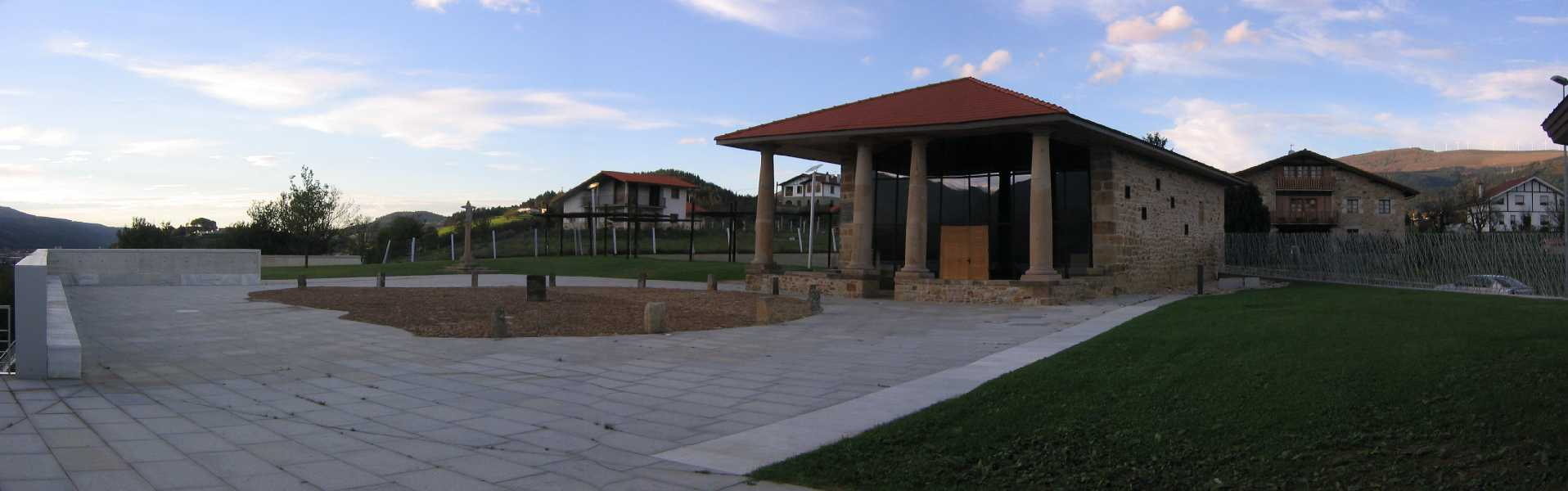
Conjunto Juradero de Guerediaga, donde tenían lugar las reuniones de la Merindad de Durango.

La Guerra de Bandos tuvo su presencia en el duranguesado con una división de las familias de la nobleza rural entre Oñacinos y Gamboínos. En el bando de Oñaz se alinearon los Ibarra, Zaldívar y Unzueta entre otros y en el de Gamboa los Marzana, Muntsaratz, Unda, Berriz, Ibarguren, Etxaburu y Arandia entre otros. Llegó a haber enfrentamientos en las propias Juntas de Guerediaga, como el que se produjo en 1424 en el que los de Unzueta y Zaldívar, se enfrentaron a los de Durango y Abendaño. En 1487 se comienza la pacificación mediante la imposición de las Hermandades y el derribo o mochado de las casa torres de las familias implicadas en la guerra.

Fuero antiguo de la Merindad de Durango

172- En el nombre de Dios y de Santa Maria, su madre, amen. Este es/ el treslado
del quadernio de tierra de Durango estableçido por los de/ la dicha tierra por fuero que
obieron e han de sienpre en aca./
Primeramente, dixieron que si alguno obiere a dar su caseria que pueda dar
franco/ e quito a sus hijos legitimos que obiere de la primera muger; e si tal fijo no
obie/re que herede el mas propinquo que fuere por parte de la heredad; e esta
case/ria tal que asi se obiere a dar que aian maior gradollorio si lo obiere, e todo/ pan
que obier en casa cogido e lo que cogier senbrado esse anno; y la porqueria/ que
obier, a la hora que obier a dar la dicha caseria y todos los otros bienes que/ y fueren,
asi bienes muebles como raizes, que sea fuera deste dicho mayor/ grado, que aian y
hereden todos los fijos segun heredan por cabeza partiendo/lo; pero si fuere la
voluntad del testador que pueda mejorar a qualquier/ de los hijos de quanto por bien
tobier, e que los otros hermanos non le/ puedan poner demanda en el maior grado
que en tal manera fuere dado/ e si le movieren que los alcaldes de Durango non ge lo
oyan; e si con/tra esto que dicho es alguno traxere carta del rei o de sennor qualquier
que sea/ de qualquier manera contra los alcaldes o contra otra qualquier/ persona,
que non sea tenido la parte de la seguir nin responder a ello,/ (al margen: labradores)
e que se pare a ello toda la merindad, asi fijosdalgo como labradores,/ e el que tal
carta traxere, que sea debedado en todos los durangueses/ y que sobre esta tal
deuda el que le fezier bien e amor, que pague cient maravedis/ por cada vez, y estos
que los cobren los fieles que fueren puestos por Durango,/ la meitad para si e la otra
mitad para las costas de la merindad./
/

En el siglo XV la villa de Durango adquiere notoriedad por su industria pañera. Junto a los paños el trabajo del hierro en ferrerías movidas por agua va tomando importancia y peso en la economía local. Tanto la producción de hierro en las llamadas "ferrerías mayores" como la manufacturación de diversos productos, desde clavos hasta armas, en las llamadas ferrerías menores, fueron un motor económico importante en la comarca y embrión de posterior actividad industrial de los siglos XX y XXI. Junto a la actividad ferrona y pañera, la agricultura y la ganadería eran también motores económicos importantes.
El 20 de septiembre de 1483 Isabel la Católica visita la comarca y jura los fueros de la villa de Durango y de la Merindad. El fuero que la reina Isabel jura es el redactado en 1342 que posteriormente, en 1576, será sustituido por imposición del Señorío de Vizcaya por el fuero de Vizcaya. El 1558, tras varios pleitos con la villa de Durango sobre la posesión del arrabal de Kurutziaga, se compra la casa Zubiaurre en Astola y se hace de ella sede de la merindad de Durango.
En 1628 se incorpora la merindad de Durango al Señorío de Vizcaya, adjudicándole a toda la merindad 2 votos en las Juntas de Guernica, en clara diferencia con el resto de las poblaciones vizcaínas las cuales tenían un voto por población. Este hecho sería causa de discusión constante hasta la desaparición de los fueros en el siglo XIX. En 1748 le conceden cinco votos y en 1800 ocho. 
La villa de Elorrio anexionó la anteiglesia de San Agustín de Etxebarría lo que abrió una serie de litigios entre Elorrio y la merindad. Elorrio acudió al rey Felipe IV quien también era señor de Vizcaya, y a cambio de una fuerte cantidad de dinero el rey accede a dar el visto bueno a la unión en 1630. Aun así Elorrio y San Agustín de Etxebarría quedaron fuera de las Juntas de la merindad y de las juntas de los catorce pueblos.
La merindad tenía muchas competencias, siendo la judicial la más relevante. Los pleitos abiertos en los terrenos de la merindad se trataban en primera instancia en su sede de Astola y su veredicto solo podía ser recurrido ante la Real Chancillería de Valladolid. La merindad determinaba los impuestos y los recaudaba, gestionaba todo lo referente a los caminos y carreteras, el establecimiento de vedas de caza y pesca, explotación y gestión de montes, la actividad de las ferrerías y la manufactura del hierro y el orden público. El Merino era el Teniente Corregidor, que debía de ser una persona procedente de "más allá del Ebro", o sea de lejos de la comarca, para garantizar así su neutralidad en los conflictos que surgían, bien dentro de la propia merindad como en las relaciones de esta con el Señorío. Asistían al Teniente Corregidor el Teniente Medino y el Teniente Prestamero.
Entre los siglos XV y XVI, tras el descubrimiento de América, se produce un gran auge económico fruto del comercio y de una mayor demanda de los productos producidos en la comarca. En consecuencia se realiza un gran movimiento en la construcción de edificios, tanto religiosos como civiles. En los religiosos se comienza a realizar una renovación y ampliación de iglesias y conventos y en lo civil comienzan a aparecer palacios y a reconvertirse las antiguas casas torre en casas palaciegas.
En la historia social son destacables los brotes heréticos y brujeriles que se han dado en estas tierras. Fue importante el conocido como los «herejes de Durango», que practicaban la comuna de bienes y mujeres. La brujería se mantuvo como pervivencia de las creencias precristianas, que con más o menos apariencia pública se mantienen vivas por estas tierras, donde la tradición mitológica vasca asienta la más importante de las moradas de Mari, la Dama de Amboto, la diosa por excelencia del Olimpo vasco.